# Ken Silverman

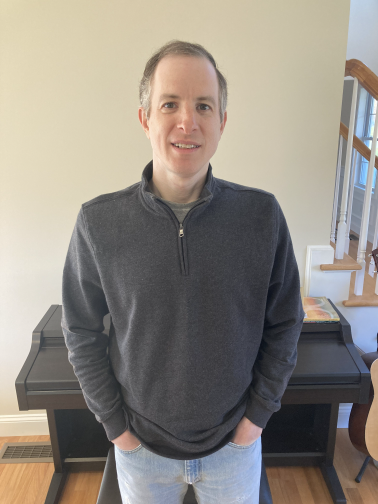
Ken Silverman 2021

Ken Silverman (* 1. November 1975 in Mount Kisco, New York) ist ein US-amerikanischer Computerspieleprogrammierer. Bekannt wurde er durch die Entwicklung von Ken’s Labyrinth und der Build-Engine, welche erstmals bei Duke Nukem 3D zum Einsatz kam.

## Leben

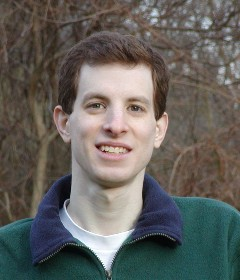
Ken Silverman 2002

Ken Silverman wuchs die ersten Jahre seines Lebens in Yorktown im Bundesstaat New York auf, bevor sein Vater Harvey Silverman 1980 eine Anstellung als Professor an der Brown University bekam und seine Eltern mit seinem Bruder und ihm nach East Greenwich in Rhode Island zogen.
Mit dem Texas Instruments TI-99/4A erhielt er Ende Dezember 1983 seinen ersten Computer.
Programmieren lernte er schon früh von seiner Familie. Sein Vater war Professor für Elektrotechnik, seine Mutter Programmiererin bei GTECH.
Zusammen mit seinem 3 Jahre älteren Bruder Alan entwickelte er bereits 1984 einen Pac-Man-Klon für den TI-99/4. Während sein Bruder den Hauptteil der Programmierung übernahm, war er vor allem für die Gestaltung des Labyrinths zuständig.
Während der High-School entwickelte er selbst weitere Computerspiele, wie den Tetris-Klon Kentris. Bei der Entwicklung von Kentris wechselte er Anfang der 1990er Jahre von der Programmiersprache QuickBasic zu C.
Im Januar 1993 wurde mit Ken’s Labyrinth zum ersten Mal ein Computerspiel von ihm durch Epic MegaGames veröffentlicht. Der auf einfachem Raycasting basierende Ego-Shooter gilt aufgrund seines Rendering-Verfahrens als Klon von Wolfenstein 3D. Silverman entwickelte das Spiel ursprünglich unter dem Titel WalKen, einer Kombination aus walk (englisch für „gehen“) und seinem Vornamen, und wurde von seinem Vater ermutigt, es zu veröffentlichen. Ken Silverman hat das Spiel sowie den Quelltext mittlerweile auf seiner Website zum kostenlosen Download veröffentlicht.
Nach dem Erfolg von Ken’s Labyrinth unterschrieb er 1993 einen Vertrag mit Apogee Software für die Entwicklung einer 3D-Spiel-Engine. Apogee wollte eigentlich Doom lizenzieren, woran Id Software allerdings kein Interesse hatte, weshalb sie auf Ken Silverman zurückkamen, der sie bereits im Oktober 1992 für die Veröffentlichung von Ken’s Labyrinth kontaktiert hatte. Silvermans Grafik-Engine mit dem Namen Build-Engine kam erstmals beim 1996 erschienenen Ego-Shooter Duke Nukem 3D zum Einsatz. Die Build-Engine trat damals in Konkurrenz zu John Carmacks Doom-Engine.

“If I had to pick who I think is just the most talented, it would probably be Ken Silverman, the guy that did the BUILD engine.”

„Wenn ich wählen müsste, wen ich für den Talentiertesten halte, wäre es wahrscheinlich Ken Silverman, den Typen, der die BUILD-Engine gemacht hat.“

Einen Monat nachdem Silverman den Vertrag mit Apogee unterschrieben hatte, begann er 1993 sein College-Studium an der Brown University in Providence, unterbrach dieses allerdings für die Entwicklung der Build-Engine. Er kehrte 1997 an die Universität zurück und schloss sein Studium schließlich im Mai 2000 ab.
Nach der erfolgreichen Build-Engine, welche Einsatz in einigen Spielen der Ära wie zum Beispiel William Shatner's TekWar, Shadow Warrior und Blood fand, entwickelte er noch weitere Engines und Software-Tools. So arbeitete er um die Jahrtausendwende an der Voxel-Rendering-Engine Voxlap und begann 2006 mit der Entwicklung eines Nachfolgers zur Build-Engine unter dem Titel Build2. An Build2 arbeitete er bis 2011, bevor er das Interesse daran verlor. 2018 veröffentlichte er schließlich die unfertige Version von damals.
Im Jahr 2005 war Ken Silverman Mitbegründer von Ardfry, das die PNG-Datenkompressions-Software PNGOUTwin und einige Image-Codecs veröffentlichte.
Anfang 2013 begann er bei Voxon Photonics als Chef-Informatiker zu arbeiten. Ziel seiner Arbeit dort ist die Entwicklung einer Voxel-Engine für ein neuartiges Holografie-Gerät mit dem Namen Voxiebox.

“For me, programming is not just an interest or a hobby – it IS my life.”

„Für mich ist Programmieren nicht nur ein Interesse oder ein Hobby – es IST mein Leben.“